# سيتاكوصورات
السيتاكوصورات (الاسم العلمي: Psittacosauridae)، فصيلة من الديناصورات هامشيات الرأس قرنيات الوجه، التي عاشت خلال العصر الطباشيري السفلي، في منغوليا والصين.